# 聖多明戈蘇奇特佩克斯
聖多明戈蘇奇特佩克斯（西班牙語：Santo Domingo Suchitepéquez），是危地馬拉的城鎮，位於該國西南部，由蘇奇特佩克斯省負責管轄，面積242平方公里，海拔高度178米，2002年人口32,202，人口密度每平方公里133.07人。
14°28′N 91°29′W / 14.467°N 91.483°W